# Zeheba respectabilis
Zeheba respectabilis är en fjärilsart som beskrevs av Louis Beethoven Prout 1926. Zeheba respectabilis ingår i släktet Zeheba och familjen mätare. Inga underarter finns listade i Catalogue of Life.